# V710 Андромеды
V710 Андромеды (лат. V710 Andromedae) — одиночная переменная звезда в созвездии Андромеды на расстоянии приблизительно 3411 световых лет (около 1046 парсеков) от Солнца. Видимая звёздная величина звезды — от +14,37m до +14,01m.

## Характеристики
V710 Андромеды — жёлтая пульсирующая переменная звезда типа RR Лиры (RRC:) спектрального класса G-F. Радиус — около 1,39 солнечного, светимость — около 2,165 солнечных. Эффективная температура — около 5930 K.